# Tonari no Kaibutsu-kun
Tonari no Kaibutsu-kun (となりの怪物くん, lit. "O monstro que senta ao meu lado") é um mangá shōjo escrito e ilustrado por Robico.

## História
Tonari no Kaibutsu-kun é focado na relação entre Shizuku Mizutani, uma garota que não tem nenhum interesse, a não ser em estudar e em seus planos no futuro, e um garoto chamado Haru Yoshida, que senta ao seu lado na escola, porém raramente a frequenta. Um dia, Shizuku é encarregada de levar os deveres de classe na casa de Haru. Dessa forma, começa a estranha amizade entre uma garota fria e calculista com um garoto problemático e ingênuo.

## Personagens
Shizuku Mizutani (水谷 雫, Mizutani Shizuku)
Dubladora: Mariya Ise (CD drama), Haruka Tomatsu (anime)
Shizuku é a protagonista da história. É bastante dedicada aos estudos, tanto que passa grande parte do seu tempo em frente aos livros. Ela conheceu Haru Yoshida ao entregar os deveres de classe a ele e, desde então, tornaram-se amigos. No começo, por ela ser muito fria seus colegas de classe, chamavam-a de "Gelo seco". No entanto, isso muda ao decorrer da série, pois Haru amplia o círculo de amizade da garota e lhe dá a oportunidade de experimentar emoções. Shizuku se apaixonada por ele mais tarde. Porém, é rejeitada após confessar seus sentimentos a Haru e, assim, diz que só se envolverá com ele após o garoto ter certeza de seus sentimentos. Shizuku quase não fala com sua mãe, pois na maioria das vezes acha que irá incomodá-la. Só que, graças a Haru, ela se aproximou mais de sua mãe, ao ponto de poder telefonar a ela e falar de seus problemas amorosos. Apesar de ser considerada fria por muitas pessoas, permite que Asako lhe chame carinhosamente de "Mitty" (ミッティ, Mitti), um apelido que surgiu quando Shizuku ajudou a garota nos estudos para as provas do colégio.
Haru Yoshida (吉田 春, Yoshida Haru)
Dublador: Kenichi Suzumura (CD drama), Tatsuhisa Suzuki (anime)
Haru é o protagonista masculino da história. Ele senta ao lado de Shizuku, porém raramente frequenta a escola. Apesar de causar muitos problemas, ele é um garoto que adora ajudar os outros. Ele é bastante inteligente, sendo capaz de aprender todas as matérias que perdeu no tempo em que ficou ausente do colégio. Ele não gosta de ir a escola, porque acha que muitos o consideram um delinquente. Depois de conhecer Shizuku, ele se tornam amigos e ele volta a frequentar as aulas, apaixonando-se por ela mais tarde. Inicialmente, ele recusa a declaração de Shizuku, dizendo que gostava da garota, mas não ao ponto de amá-la. Haru, algumas vezes, acaba  machucando Shizuku, principalmente quando fica com ciúmes ou tenta protegê-la.
Asako Natsume (夏目 あさ子, Natsume Asako)
Dubladora: Yuiko Tatsumi (CD drama), Atsumi Tanezaki (anime)
É uma garota da classe de Shizuku e Haru. Ela sempre tira notas baixas e grande partes de seus amigos são virtuais, já que, por ser bonita, muitas garotas da escola tem inveja dela. Asako é apaixonada por Mitsuyoshi Misawa e, quando suas tentativas de conquistá-lo falham, é consolada por Sōhei Sasahara. Ela é bem animada diferente de Shizuku, a qual Natsume chama de "Mitty".
Sōhei Sasahara (佐々原 宗平, Sasahara Sōhei)
Dublador: Nobuhiko Okamoto (CD drama), Ryōta Ōsaka (anime)
É um garoto da classe de Shizuku e Haru. Ele é bastante popular no clube de softbol, sendo muitas vezes chamado de "Sasayan" (ササヤン).
Kenji Yamaguchi (山口 賢二, Yamaguchi Kenji)
Dublador: Daisuke Namikawa (CD drama), Takuma Terashima (anime)
É um dos amigos de Haru. Ele frequenta a mesma escola complementar de Shizuku. No começo, ele acha Shizuku estranha, porém, depois, acaba se apaixonando por ela. Depois de ser rejeitado pela garota, ele se distancia dela.
Chizuru Ōshima (大島 千づる, Ōshima Chizuru)
Dubladora: Saori Hayami (CD drama), Kana Hanazawa (anime)
Foi escolhida para ser membro da classe de comissão, porque usa óculos. Chizuru é bastante tímida, pessimista e ansiosa. Embora seja apaixonada por Haru, sempre dá conselhos amorosos a ele em relação a Shizuku.
Yū Miyama (宮間 ユウ, Miyama Yū)
Dubladora: Kana Asumi (CD drama), Sayuri Yahagi (anime)
É uma amiga de Shizuku.
Yūzan Yoshida (吉田 優山, Yoshida Yūzan)
Dublador: Yūki Kaji (CD drama), Yūichi Nakamura (anime)
É o irmão mais velho de Haru.
Mitsuyoshi Misawa (三沢 満善, Misawa Mitsuyoshi)
Dublador: Daisuke Ono (CD drama), Tomoyuki Higuchi (anime)
O primo de Haru. Mitsuyoshi sempre viaja com Haru e seus amigos e, numa dessas viagens, acaba ganhando o coração de Asako Natsume. Eventualmente, Asako confessa seus sentimentos a Mitsuyoshi, porém a confissão é rejeitada. Haru (e mais tarde Asako) o chamam de "Mi-chan" (みっちゃん, Micchan).
Iyo Yamaguchi (山口 伊代, Yamaguchi Iyo)
Dubladora: Yū Kobayashi (CD drama)
É a irmã de Kenji. Quando vê Haru pela primeira vez, imediatamente o acha legal e acaba se apaixonando. Iyo fala consigo mesma na terceira pessoa e é uma pessoa bastante vaidosa.
Takashi Mizutani (水谷 隆司, Mizutani Takashi)
Dublador: Takehito Koyasu
O pai de Shizuku. Ele é quem toma conta da casa e, consequentemente, dos filhos. A mãe de Shizuku nunca tem tempo para a filha, pois Takashi é um fracasso no trabalho, obrigando-a trabalhar.
Takaya Mizutani (水谷 隆也, Mizutani Takaya)
Dublador: Ayumu Murase
O irmão mais novo de Shizuku. Assim como a irmã, é bastante quieto e tranquilo.

## Mídia

### Mangá
A série de mangá foi escrita e ilustrada por Robico e publicada na revista Dessert da Kodansha. Ela começou a ser serializada na edição de setembro de 2008, a qual foi publicada em 23 de agosto de 2008 até a edição de agosto de 2013, publicada em 24 de junho de 2013. Desde então, a série teve 11 volumes tankōbon compilados. O 12º volume tankōbon foi lançado em 12 de agosto de 2013, junto a um DVD contendo uma OVA do anime. Além disso, uma série spin-off foi lançada na revista Dessert em 24 de agosto de 2013. O mangá foi licenciado na América do Norte pela Kodansha Comics USA e o primeiro volume foi publicado em março de 2014.

### Anime
Uma adaptação em anime foi anunciada em julho de 2012 na revista Dessert da Kodansha. A série foi produzida pela Brain's Base e dirigida por Hiro Kaburaki. Ela foi ao ar entre 2 de outubro e 25 de dezembro de 2012. Uma OVA foi lançada em DVD, junto com o último volume de mangá, em 12 de agosto de 2013. A abertura do anime é "Q&A Recital!" (Q&Aリサイタル！) por Haruka Tomatsu, enquanto o seu encerramento é "White Wishes" por 9nine. 
Conta com 13 episódios no total e uma OVA.

## Ver Também
- Kaichou wa Maid-Sama
- Lovely Complex
- Special A
- Ore monogatari